# Allobates mcdiarmidi
Allobates mcdiarmidi (Reynolds & Foster, 1992) è un anfibio anuro appartenente alla famiglia degli Aromobatidi.

## Etimologia
L'epiteto specifico è stato dato in onore di Roy Wallace McDiarmid.

## Distribuzione e habitat
È endemica delle pendici orientali delle Ande boliviane. Essa si trova a 1700 m di altitudine nei dipartimenti di La Paz e Cochabamba.